# Farinelli
Farinelli, vlastním jménem Carlo Broschi (24. ledna 1705, Andria – 16. září 1782, Bologna), byl jeden z nejproslulejších kastrátů-sopránů v historii hudby 18. století.

## Životopis

### Dětství
Narodil se v Andrii, v blízkosti Bari v provincii Puglia roku 1705. Jeho otec Salvatore byl v letech 1706 až 1709 starostou obce Cisternino a starší bratr Riccardo se stal později významným operním skladatelem a diplomatem.
Od dětských let byl žákem věhlasného skladatele a pedagoga Nicola Porpory. Ve věku šesti až sedmi let podstoupil kastraci. Protože v té době bylo zakázáno účinkování žen na jevišti, byli již v útlém věku kastrováni chlapci s krásným hlasem, aby se zastavil jejich hlasový vývoj, nedostavila se mutace a zůstal zachován mimořádný hlasový rozsah. Poté byli intenzivně až po dobu deseti let vzděláváni v hudební historii, kompozici, hře na cembalo a pochopitelně školeni v pěvecké technice. Tato praxe přetrvávala až do roku 1870, kdy po sjednocení Itálie byla kastrace zakázána.
V Neapoli žila rodina Farini, která svými styky i finančně podporovala tyto chlapce, takže se jim všeobecně říkalo „bratři Farinové“. Z vděčnosti ke svým protektorům přijal Carlo Broschi umělecké jméno Farinelli, které se stalo legendou.

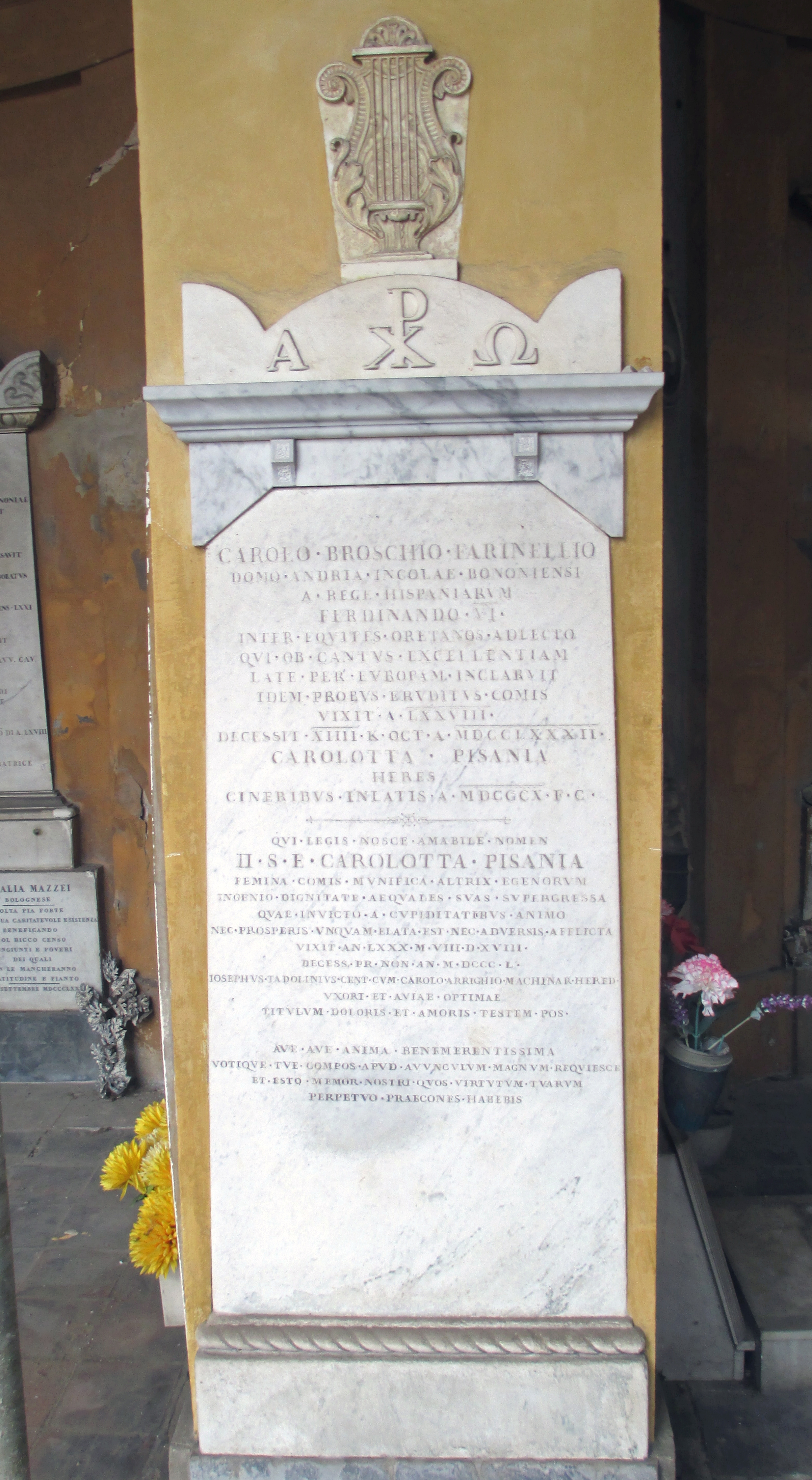
Hrob Farinelliho na italském hřbitově Cimitero monumentale della Certosa di Bologna.

Pod vedením Nicola Porpory získal Farinelli hlas podmanivé krásy. Již jako chlapec se stal známý po celé jižní Itálii a obdržel přezdívku „il ragazzo“ (kluk).

### Vrcholná léta
Na divadelní scéně debutoval v roce 1720 v Porporově opeře Angelica e Medoro, v Římě se uvedl v další Porporově opeře Eumene. V následující několika letech zpíval na všech hlavních evropských dvorech. Za jeho pozoruhodnou barvu hlasu, výraz, techniku zpěvu, hlasový rozsah, který prý činil tři a půl oktávy (údajně od malého a do D3), i přitažlivý zjev, byl nazýván Králem pěvců. Na jedno nadechnutí prý dovedl vyzpívat 150 tónů a byl schopen držet tón déle než jednu minutu. Na radu císaře Karla VI. modifikoval svůj pěvecký styl, od pouhé bravury, vlastní jeho učiteli Nicolo Porporovi, přešel k větší jednoduchosti a dramatičnosti.
V roce 1734 navštívil Londýn, aby podpořil operní společnost, kterou tam Porpora založil a která měla konkurovat neotřesitelné pozici G. F. Händela. Ani Farinellimu se nepodařilo přinést nové společnosti úspěch, zato dosáhl mimořádného úspěchu osobního. Princ z Walesu a královský dvůr jej zahrnul slávou a dary, takže Farinelli setrval v Londýně po tři roky.
Po zastávce ve Francii, kde zpíval na dvoře Ludvíka XV., odjel do Španělska, kde hodlal strávit několik měsíců, ale nakonec zde zůstal 25 let. Královnou byl angažován, aby svým zpěvem léčil krále Filipa V. z melancholie. Deset let zpíval denně králi stále stejné písně. Za odměnu byl jmenován prvním ministrem, ovšem bez jakýchkoliv pravomocí.
Krátce po nástupu krále Ferdinanda VI. (1746) byl jmenován ředitelem divadel v Madridu a Aranjuez. Obdržel rytířský titul a byl dekorován řádem Calavatrova kříže. Svého vlivu využil k založení italské opery v Madridu. Byl blízkým přítelem Domenika Scarlattiho, dalšího neapolského skladatele trvale žijícího ve Španělsku.
Po nástupu Karla III. na španělský trůn (1759) se vrátil do Itálie a zbytek života prožil v Bologni se svým přítelem Pietrem Metastasiem. Zemřel několik měsíců po smrti Metastasia 15. července 1782. Byl pohřben v Bologni, a to na hřbitově 'Cimitero monumentale della Certosa di Bologna'.
Farinelli nejen zpíval, ale i hrál na cembalo a violu d’amore. Zkomponoval několik příležitostných písní, árií a cembalových sonát.

### Znovuzrození
O životě a slávě byl roku 1994 režisérem Gérardem Corbiauem natočen úspěšný film Farinelli s hudbou Riccarda Broschi (Farinelliho bratra), Nicoly Porpory, Johanna Adolfa Hasseho, Georga Friedricha Händela a Giovanniho Battisty Pergolesiho. Party Farinelliho, které žádný ze současných zpěváků není schopen uzpívat, byly v tomto filmu rozděleny mezi kontratenora D. L. Ragina a sopranistku Ewu Mallas-Godlewskou, sestříhány a poté počítačově zpracovány, aby bylo dosaženo jednotné barvy hlasu. Úspěch filmu vyvolal renesanci zájmu nejen o Farinelliho, ale o barokní operu vůbec.
Film není však prvním uměleckým ztvárněním Farinelliho života. Daniel Auber (1782–1871) zkomponoval na toto téma operu na text Eugèna Scriba. V této opeře je ovšem part Farinelliho zpíván tenorem.